# OFK Petrovac
OFK Petrovac (crnogorski: ОФК Петровац) nogometni je klub iz Petrovca, Crna Gora. U sezoni 2024./25. natječe se u Prvoj ligi Crne Gore.

## O klubu
Klub je osnovan 1969. godine pod imenom FK Nafta. Prve sezone igrali su u najnižem rangu natjecanja: Regionalnoj ligi – Jug. U sezoni 1971./72., FK Nafta je bila drugoplasirana u prvenstvu Regionalne lige, čime je napredovala u Crnogorsku republičku ligu.

Od 1972. do kraja stoljeća, većinu sezona, OFK Petrovac igrao je u Crnogorskoj republičkoj ligi, uz nekoliko ispadanja i povrataka iz nižeg ranga. Među povijesnim sezonama u povijesti kluba bila je 2000./01. Tada se kao drugoplasirani tim Crnogorske republičke lige plasirao u Drugu ligu Jugoslavije. Igrali su pet uzastopnih sezona u Drugoj ligi, sve do raspada Saveza Srbije i Crne Gore.

Nakon osamostaljenja Crne Gore, OFK Petrovac je bio među 12 momčadi koje su izabrane za nastup u prvoj sezoni Prve lige Crne Gore (2006./07.).

Povijesni uspjeh u klupskoj povijesti OFK Petrovac ostvaren je u sezoni 2008./09. Osvojili su Kup Crne Gore, nakon produžetka finalne utakmice protiv FK Lovćen u Podgorici (1:0). Time je OFK Petrovac izborio kvalifikacije za UEFA Europsku ligu 2009./10. U svom europskom debiju OFK Petrovac je slavio protiv ciparskog kluba Anorthosis Famagusta. OFK Petrovac ispao je u trećem kol protiv Sturma iz Graza.

OFK Petrovac igrao je još jedno finale Kupa Crne Gore i to u sezoni 2014./15., ali je ovaj put poražen u produžetcima od podgoričke Mladosti (1:2).

Od 2006. godine OFK Petrovac je igrao sve sezone Prve lige Crne Gore, bez ispadanja. Najbolji plasman ekipa Petrovca ostvarila je u sezonama 2011./12. i 2013./14. završivši kao petoplasirana ekipa.

## Stadion
OFK Petrovac svoje domaće utakmice igra na stadionu Mitar Mićo Goliš, čiji je kapacitet 1450 mjesta. Stadion je izgrađen u blizini obale Jadranskog mora. Rekonstruiran je tijekom 2013. i sada je pogodan za međunarodne utakmice UEFA-e.

Stadion ima dvije tribine za sjedenje, reflektore i druge sadržaje.

## Uspjesi
Kup Crne Gore
- osvajač: 2008./09.
- finalist: 2014./15.

## U europskim natjecanjima
| Sezona    | Natjecanje         | Kolo        | Protivnik            | Doma     | Izvan | Ukupno |
| --------- | ------------------ | ----------- | -------------------- | -------- | ----- | ------ |
| 2009./10. | UEFA Europska liga | 2. pretkolo | Anorthosis Famagusta | 3:1 (gg) | 1:2   | 4:3    |
| 2009./10. | UEFA Europska liga | 3. pretkolo | Sturm Graz           | 1:2      | 0:5   | 1:7    |

## Vanjske poveznice
- Službena web-stranica
- Profil na srbijasport.net